# Ял (остров)
Ял (азерб. Yal adası, до 4.02.1991 года — Гребень) — остров в Каспийском море, поблизости от средне-восточного побережья Азербайджана. Один из островов Апшеронского архипелага, расположен на северо-западе от крупного острова Чилов. Рельеф равнинный, относительно уровня океана расположен на высоте −29 метров. Остров необитаем. Издалека похож на лодку типа яла.